# Morvan de Vannes
Morvan est le dix-huitième évêque du diocèse de Vannes au VIIe siècle ou VIIIe siècle.

## Contexte
L'évêque Morvan Ier n'est pas mentionné dans la Gallia Christiana Son existence semble cependant incontestable car il figure dans les actes de son successeur et son nom est repris dans la Liste Chronologique des Évêques du diocèse de Vannes de l'église catholique. Albert Le Grand lui attribue un épiscopat de 20 ans de 680 à 700. Si cette information est exacte cette période correspond à l'intervention de Pépin de Herstal qui selon les Annales de Metzs'emploie à réduire diverses nations à savoir «  les Saxons, les Frisons, les Alamans, les Bavarois les Aquitains les Vascons et les Bretons qui avaient été autrefois sujettes des Francs et par suite de l'inertie des derniers rois s'étaient injustement et arrogement rebellés et soustraits à leur suprématie » 